# Puchar Czechosłowacji w piłce nożnej
Puchar Czechosłowacji w piłce nożnej (cz. Československý fotbalový pohár, słow. Česko-slovenský pohár vo futbale) – cykliczne rozgrywki piłkarskie o charakterze pucharu krajowego w Czechosłowacji, po raz pierwszy zorganizowane w 1960 roku, a rozwiązane w 1993.

## Format
Format rozgrywek był wiele razy zmieniany. Prowadzono dwa oddzielne turnieje - Puchar Czech i Puchar Słowacji, a zwycięzcy w finale walczyli o trofeum. W rozgrywkach uczestniczyli profesjonalne kluby występujące w Mistrzostwach Czechosłowacji. Rozgrywane przeważnie systemem jesień - wiosna. Od 1961 roku zwycięzca otrzymywał prawo do gry w Pucharze Zdobywców Pucharów (w sezonie 1961/62 Czechosłowację prezentował klub Rudá Hvězda Brno).

## Historia
Do utworzenia tego turnieju istniała duża liczba innych krajowych rozgrywek pucharowych: Puchar Dobroczynności (1906-1916), Środkowo-czeski Puchar (1918-1942), Puchar Czech (1940-1946), Spartakiada (1955, 1960).
Także w sezonach 1950/51 i 1951/52 rozegrano mecze o Puchar Czechosłowacji, które jednak nie były uznane przez Czechosłowacki Związek Piłki Nożnej jako oficjalne turnieje.
Dopiero w sezonie 1960/61 startowały pierwsze oficjalne rozgrywki o Puchar Czechosłowacji. Pierwszy finał rozegrano 3 grudnia 1961 roku. W tym meczu czeska Dukla Praga pokonała 3:0 słowacki Dynamo Žilina. Ostatnia 33-ia edycja zakończyła się sensacją w 1993 roku, kiedy ówczesna drugoligowa drużyna 1. FC Košice pokonała praską Spartę 5:1. 
Najbardziej utytułowane kluby to Dukla Praga i Sparta Praga, które wygrywały po 8 razy. W sumie drużyny czeskie podnosiły puchar 20 razy, a słowackie 13 razy.

## Zwycięzcy i finaliści
Nieoficjalne
| Sezon                                                                               | K | K | T | Zwycięzca         | Wynik | Finalista                | Data, miejsce | Br. | Król strzelców | Uwagi    |
| Puchar Czechosłowacji w piłce nożnej (cz. Československý fotbalový pohár)           |   |   |   |                   |       |                          |               |     |                |          |
| 1950/51                                                                             |   |   | 1 | Kovosmalt Trnawa  | 1:0   | Armaturka Ústí nad Labem | 1951, Praga   | ?   | ?              | ? klubów |
| 1951/52                                                                             |   |   | 1 | ATK Praga         | 4:3   | Sokol Hradec Králové     | 1952, Praga   | ?   | ?              | ? klubów |
| Puchar Spartakiady Czechosłowacji w piłce nożnej (cz. Spartakíadní fotbalový pohár) |   |   |   |                   |       |                          |               |     |                |          |
| 1955                                                                                |   |   | 1 | Slovan Bratysława | 2:0   | ÚDA Praga                | 1955, Praga   | ?   | ?              | ? klubów |
| 1959/60                                                                             |   |   | 1 | Rudá Hvězda Brno  | 3:1   | Dynamo Praga             | 1960, Praga   | ?   | ?              | ? klubów |

Oficjalne
| Sezon                                                                     | K               | K                                               | T | Zwycięzca              | Wynik           | Finalista              | Data, miejsce                                   | Br. | Król strzelców | Uwagi    |
| Puchar Czechosłowacji w piłce nożnej (cz. Československý fotbalový pohár) |                 |                                                 |   |                        |                 |                        |                                                 |     |                |          |
| 1960/61                                                                   |                 |                                                 | 1 | Dukla Praga            | 3:0             | Dynamo Žilina          | 03.12.1961, Štadión míru, Ołomuniec             | ?   | ?              | ? klubów |
| 1961/62                                                                   |                 |                                                 | 1 | Slovan Bratysława      | 1:1             | Dukla Praga            | 02.12.1962, Gottwaldov                          | ?   | ?              | ? klubów |
| 1961/62                                                                   | 4:1             | 17.07.1963, Stadion Za Lužánkami, Brno          | 1 | Slovan Bratysława      |                 | Dukla Praga            |                                                 | ?   | ?              | ? klubów |
| 1962/63                                                                   |                 |                                                 | 2 | Slovan Bratysława      | 0:0             | Dynamo Praga           | 24.07.1963, Stadion primátora Vacka, Praga      | ?   | ?              | ? klubów |
| 1962/63                                                                   | 9:0             | 31.07.1963, Tehelné Pole, Bratysława            | 2 | Slovan Bratysława      |                 | Dynamo Praga           |                                                 | ?   | ?              | ? klubów |
| 1963/64                                                                   |                 |                                                 | 1 | Spartak Praga Sokolovo | 4:1             | VSS Košice             | 20.05.1964, Stadion Za Lužánkami, Brno          | ?   | ?              | ? klubów |
| 1964/65                                                                   |                 |                                                 | 2 | Dukla Praga            | 0:0 (k. 5:3)    | Slovan Bratysława      | 27.06.1965, Stadion Letná, Praga                | ?   | ?              | ? klubów |
| 1965/66                                                                   |                 |                                                 | 3 | Dukla Praga            | 2:1             | 1. FC Tatran Prešov    | 04.05.1966, Preszów                             | ?   | ?              | ? klubów |
| 1965/66                                                                   | 4:0             | 01.06.1966, Na Julisce, Praga                   | 3 | Dukla Praga            |                 | 1. FC Tatran Prešov    |                                                 | ?   | ?              | ? klubów |
| 1966/67                                                                   |                 |                                                 | 1 | Spartak Trnawa         | 2:4             | Sparta Praga           | 21.06.1967, Stadion primátora Vacka, Praga      | ?   | ?              | ? klubów |
| 1966/67                                                                   | 2:0             | 28.06.1967, Štadión Antona Malatinského, Trnawa | 1 | Spartak Trnawa         |                 | Sparta Praga           |                                                 | ?   | ?              | ? klubów |
| 1967/68                                                                   |                 |                                                 | 3 | Slovan Bratysława      | 0:1             | Dukla Praga            | 05.06.1968, Na Julisce, Praga                   | ?   | ?              | ? klubów |
| 1967/68                                                                   | 2:0             | 26.06.1968, Tehelné Pole, Bratysława            | 3 | Slovan Bratysława      |                 | Dukla Praga            |                                                 | ?   | ?              | ? klubów |
| 1968/69                                                                   |                 |                                                 | 4 | Dukla Praga            | 1:1             | VCHZ Pardubice         | 18.06.1969, Pardubice                           | ?   | ?              | ? klubów |
| 1968/69                                                                   | 1:0             | 23.06.1969, Na Julisce, Praga                   | 4 | Dukla Praga            |                 | VCHZ Pardubice         |                                                 | ?   | ?              | ? klubów |
| 1969/70                                                                   |                 |                                                 | 1 | TJ Gottwaldov          | 3:3             | Slovan Bratysława      | 29.07.1970, Tehelné Pole, Bratysława            | ?   | ?              | ? klubów |
| 1969/70                                                                   | 0:0 (k.4:3)     | 02.08.1970, Stadion Letná, Gottwaldov           | 1 | TJ Gottwaldov          |                 | Slovan Bratysława      |                                                 | ?   | ?              | ? klubów |
| 1970/71                                                                   |                 |                                                 | 2 | Spartak Trnawa         | 1:2             | Škoda Pilzno           | 27.06.1971, Štruncovy sady, Pilzno              | ?   | ?              | ? klubów |
| 1970/71                                                                   | 1:5             | 30.06.1971, Štadión Antona Malatinského, Trnawa | 2 | Spartak Trnawa         |                 | Škoda Pilzno           |                                                 | ?   | ?              | ? klubów |
| 1971/72                                                                   |                 |                                                 | 2 | Sparta Praga           | 0:1             | Slovan Bratysława      | 01.08.1972, Tehelné Pole, Bratysława            | ?   | ?              | ? klubów |
| 1971/72                                                                   | 4:3 pd. (k.4:3) | 05.08.1972, Stadion Letná, Praga                | 2 | Sparta Praga           |                 | Slovan Bratysława      |                                                 | ?   | ?              | ? klubów |
| 1972/73                                                                   |                 |                                                 | 1 | Baník Ostrawa          | 1:2             | VSS Košice             | 09.05.1973, Štadión Lokomotívy, Koszyce         | ?   | ?              | ? klubów |
| 1972/73                                                                   | 3:1             | 30.05.1973, Stadion Bazaly, Ostrawa             | 1 | Baník Ostrawa          |                 | VSS Košice             |                                                 | ?   | ?              | ? klubów |
| 1973/74                                                                   |                 |                                                 | 4 | Slovan Bratysława      | 0:1             | Slavia Praga           | 21.06.1974, Stadion primátora Vacka, Praga      | ?   | ?              | ? klubów |
| 1973/74                                                                   | 1:0 pd. (k.4:3) | 25.06.1974, Tehelné Pole, Bratysława            | 4 | Slovan Bratysława      |                 | Slavia Praga           |                                                 | ?   | ?              | ? klubów |
| 1974/75                                                                   |                 |                                                 | 4 | Spartak Trnawa         | 3:1             | Sparta Praga           | 02.06.1975, Štadión Antona Malatinského, Trnawa | ?   | ?              | ? klubów |
| 1974/75                                                                   | 1:0             | 18.06.1975, Stadion Letná, Praga                | 4 | Spartak Trnawa         |                 | Sparta Praga           |                                                 | ?   | ?              | ? klubów |
| 1975/76                                                                   |                 |                                                 | 3 | Sparta Praga           | 3:2             | Slovan Bratysława      | 24.06.1976, Stadion Letná, Praga                | ?   | ?              | ? klubów |
| 1975/76                                                                   | 1:0             | 27.06.1976, Tehelné Pole, Bratysława            | 3 | Sparta Praga           |                 | Slovan Bratysława      |                                                 | ?   | ?              | ? klubów |
| 1976/77                                                                   |                 |                                                 | 1 | Lokomotíva Košice      | 2:1             | Sklo Union Teplice     | 09.05.1977, Stadion Letná, Praga                | ?   | ?              | ? klubów |
| 1977/78                                                                   |                 |                                                 | 2 | Baník Ostrawa          | 1:0             | Jednota Trenčín        | 09.05.1978, Tehelné Pole, Bratysława            | ?   | ?              | ? klubów |
| 1978/79                                                                   |                 |                                                 | 2 | Lokomotíva Košice      | 2:1             | Baník Ostrawa          | 09.05.1979, Stadion Letná, Praga                | ?   | ?              | ? klubów |
| 1979/80                                                                   |                 |                                                 | 4 | Sparta Praga           | 2:0             | ZŤS Košice             | 07.05.1980, Tehelné Pole, Bratysława            | ?   | ?              | ? klubów |
| 1980/81                                                                   |                 |                                                 | 5 | Dukla Praga            | 0:0 pd. (k.4:2) | Dukla Bańska Bystrzyca | 06.05.1981, Stadion Letná, Praga                | ?   | ?              | ? klubów |
| 1981/82                                                                   |                 |                                                 | 5 | Slovan Bratysława      | 4:1             | Bohemians Praga        | 08.05.1982, Tehelné Pole, Bratysława            | ?   | ?              | ? klubów |
| 1982/83                                                                   |                 |                                                 | 6 | Dukla Praga            | 2:1             | Slovan Bratysława      | 15.06.1983, Stadion Evžena Rošickiego, Praga    | ?   | ?              | ? klubów |
| 1983/84                                                                   |                 |                                                 | 5 | Sparta Praga           | 4:2             | Inter Bratysława       | 24.05.1984, Tehelné Pole, Bratysława            | ?   | ?              | ? klubów |
| 1984/85                                                                   |                 |                                                 | 7 | Dukla Praga            | 3:2             | Lokomotíva Košice      | 23.06.1985, Na Litavce, Przybram                | ?   | ?              | ? klubów |
| 1985/86                                                                   |                 |                                                 | 5 | Spartak Trnawa         | 1:1 pd. (k.4:3) | Sparta Praga           | 22.06.1986, Mestský štadión, Jelšava            | ?   | ?              | ? klubów |
| 1986/87                                                                   |                 |                                                 | 1 | DAC Dunajská Streda    | 0:0 pd. (k.3:2) | Sparta Praga           | 21.06.1987, Letní stadion, Kopřivnice           | ?   | ?              | ? klubów |
| 1987/88                                                                   |                 |                                                 | 6 | Sparta Praga           | 2:0             | Inter Bratysława       | 19.06.1988, Štadión MFK Ružomberok, Rużomberk   | ?   | ?              | ? klubów |
| 1988/89                                                                   |                 |                                                 | 7 | Sparta Praga           | 3:0             | Slovan Bratysława      | 18.06.1989, Štadión Ostroj, Opawa               | ?   | ?              | ? klubów |
| 1989/90                                                                   |                 |                                                 | 8 | Dukla Praga            | 1:1 pd. (k.5:4) | Inter Bratysława       | 13.05.1990, Tatran Štadión, Preszów             | ?   | ?              | ? klubów |
| 1990/91                                                                   |                 |                                                 | 3 | Baník Ostrawa          | 6:1             | Spartak Trnawa         | 22.05.1991, Stadion Stovky, Frydek-Mistek       | ?   | ?              | ? klubów |
| 1991/92                                                                   |                 |                                                 | 8 | Sparta Praga           | 2:1             | 1. FC Tatran Prešov    | 07.06.1992, Štadión Slavoja Trebišov, Trebišov  | ?   | ?              | ? klubów |
| 1992/93                                                                   |                 |                                                 | 1 | 1. FC Košice           | 5:1             | Sparta Praga           | 06.06.1993, Štadión Poštorná, Brzecław          | ?   | ?              | ? klubów |

Uwagi:

- wytłuszczono nazwy zespołów, które w tym samym roku wywalczyły mistrzostwo i Puchar kraju,
- kursywą oznaczone zespoły, które w meczu finałowym nie występowały w najwyższej klasie rozgrywkowej.
- skreślono rozgrywki nieoficjalne.

## Statystyki

### Klasyfikacja według klubów
W dotychczasowej historii oficjalnych rozgrywek o Puchar Czechosłowacji na podium oficjalnie stawało w sumie 19 drużyn. Liderami klasyfikacji są AC Sparta Praga i Dukla Praga, którzy zdobyli po 8 Pucharów.
Stan na 30.06.1993.
| Lp. | Klub                   | Zdobywca | Finalista    | Lata triumfów                                                          |   |   |                                                                        |
| --- | ---------------------- | -------- | ------------ | ---------------------------------------------------------------------- | - | - | ---------------------------------------------------------------------- |
| Lp. | Klub                   | 1.       | Sparta Praga | Lata triumfów                                                          | 8 | 5 | 1963/64, 1971/72, 1975/76, 1979/80, 1983/84, 1987/88, 1988/89, 1991/92 |
| 2.  | Dukla Praga            | 8        | 2            | 1960/61, 1964/65, 1965/66, 1968/69, 1980/81, 1982/83, 1984/85, 1989/90 |   |   |                                                                        |
| 3.  | Slovan Bratysława      | 5        | 6            | 1961/62, 1962/63, 1967/68, 1973/74, 1981/82                            |   |   |                                                                        |
| 4.  | Spartak Trnawa         | 4        | 1            | 1966/67, 1970/71, 1974/75, 1985/86                                     |   |   |                                                                        |
| 5.  | Baník Ostrawa          | 3        | 1            | 1972/73, 1977/78, 1990/91                                              |   |   |                                                                        |
| 6.  | Lokomotíva Košice      | 2        | 1            | 1976/77, 1978/79                                                       |   |   |                                                                        |
| 7.  | 1. FC Koszyce          | 1        | 3            | 1992/93                                                                |   |   |                                                                        |
| 8.  | DAC Dunajská Streda    | 1        | 0            | 1986/87                                                                |   |   |                                                                        |
| 8.  | TJ Gottwaldov          | 1        | 0            | 1969/70                                                                |   |   |                                                                        |
| 10. | Inter Bratysława       | 0        | 3            |                                                                        |   |   |                                                                        |
| 11. | 1. FC Tatran Preszów   | 0        | 2            |                                                                        |   |   |                                                                        |
| 11. | Slavia Praga           | 0        | 2            |                                                                        |   |   |                                                                        |
| 13. | Bohemians Praga        | 0        | 1            |                                                                        |   |   |                                                                        |
| 13. | Dukla Bańska Bystrzyca | 0        | 1            |                                                                        |   |   |                                                                        |
| 13. | Dynamo Żylina          | 0        | 1            |                                                                        |   |   |                                                                        |
| 13. | Sklo Union Teplice     | 0        | 1            |                                                                        |   |   |                                                                        |
| 13. | Jednota Trenčín        | 0        | 1            |                                                                        |   |   |                                                                        |
| 13. | Škoda Pilzno           | 0        | 1            |                                                                        |   |   |                                                                        |
| 13. | VCHZ Pardubice         | 0        | 1            |                                                                        |   |   |                                                                        |

### Klasyfikacja według miast
Siedziby klubów: Stan na 30.06.1993.
| Miasto          | Liczba tytułów | Drużyny                                  |
| --------------- | -------------- | ---------------------------------------- |
| Praga           | 16             | Sparta Praga (8), Dukla Praga (8)        |
| Bratysława      | 5              | Slovan Bratysława (5)                    |
| Trnawa          | 4              | Spartak Trnawa (4)                       |
| Ostrawa         | 3              | Baník Ostrawa (3)                        |
| Koszyce         | 3              | Lokomotíva Košice (2), 1. FC Koszyce (1) |
| Dunajská Streda | 1              | DAC Dunajská Streda (1)                  |
| Zlin            | 1              | TJ Gottwaldov (1)                        |